# Římskokatolická církev na Anguille
Římskokatolická církev na Anguille je křesťanské společenství, ke kterému se hlásí asi 5,7 % obyvatel. Je v jednotě s papežem.

## Struktura
Anguilla spadá pod jurisdikci diecéze Saint John's-Basseterre sídlící na Antigui a Barbudě. Tato diecéze patří do církevní provincie arcidiecéze Castries. V této diecézi se slouží jen v latinském ritu.
- Diecéze Saint John's-Basseterre (zal. 1971) – současný biskup Kenneth David Oswin Richards

Nemá vlastní biskupskou konferenci, ale patří do Antilské biskupské konference (Antilles Episcopal Conference).